# Il-Munxar
Il-Munxar, connue aussi comme Munxar, est une ville de Malte située sur Gozo.

## Géographie
| Kerċem | Fontana (Gozo)   | Xewkija       |
| Kerċem | Munxar           | Sannat (Gozo) |
|        | Mer Méditerranée |               |

## Patrimoine et culture

### Personnes notables
- Tony Dyson (1947-2016), producteur d'effets spéciaux britanniques, décédé à Munxar.